# تيرينس سميث
تيرينس سميث (بالإنجليزية: Terence Smith)‏ هو ربان ‏ بريطاني، ولد في 18 أكتوبر 1932.

## وصلات خارجية
- تيرينس سميث على موقع أوليمبيديا (الإنجليزية)
- تيرينس سميث على موقع اللجنة الأولمبية البريطانية (الإنجليزية)